# Belgiens Grand Prix 2022
Belgiens Grand Prix 2022 (officielt navn: Formula 1 Rolex Belgian Grand Prix 2022) var et Formel 1-løb, som blev kørt den 28. august 2022 på Circuit de Spa-Francorchamps in Stavelot, Belgien. Det var det fjortende løb i Formel 1-sæsonen 2022.

## Kvalifikation
| Pos.              | Nr. | Kører             | Konstruktør           | Del 1    | Del 2    | Del 3    | Grid |
| ----------------- | --- | ----------------- | --------------------- | -------- | -------- | -------- | ---- |
| 1                 | 1   | Max Verstappen    | Red Bull Racing-RBPT  | 1.44,581 | 1.44,723 | 1.43,665 | 141  |
| 2                 | 55  | Carlos Sainz, Jr. | Ferrari               | 1.45,050 | 1.45,418 | 1.44,297 | 1    |
| 3                 | 11  | Sergio Pérez      | Red Bull Racing-RBPT  | 1.45,377 | 1.44,794 | 1.44,462 | 2    |
| 4                 | 16  | Charles Leclerc   | Ferrari               | 1.45,572 | 1.44,551 | 1.44,553 | 151  |
| 5                 | 31  | Esteban Ocon      | Alpine-Renault        | 1.46,039 | 1.45,475 | 1.45,180 | 161  |
| 6                 | 14  | Fernando Alonso   | Alpine-Renault        | 1.46,075 | 1.45,552 | 1.45,368 | 3    |
| 7                 | 44  | Lewis Hamilton    | Mercedes              | 1.45,736 | 1.45,420 | 1.45,503 | 4    |
| 8                 | 63  | George Russell    | Mercedes              | 1.45,650 | 1.45,461 | 1.45,776 | 5    |
| 9                 | 23  | Alexander Albon   | Williams-Mercedes     | 1.45,672 | 1.45,675 | 1.45,837 | 6    |
| 10                | 4   | Lando Norris      | McLaren-Mercedes      | 1.45,745 | 1.45,603 | 1.46,178 | 171  |
| 11                | 3   | Daniel Ricciardo  | McLaren-Mercedes      | 1.46,212 | 1.45,767 | N/A      | 7    |
| 12                | 10  | Pierre Gasly      | AlphaTauri-RBPT       | 1.46,183 | 1.45,827 | N/A      | 8    |
| 13                | 24  | Zhou Guanyu       | Alfa Romeo-Ferrari    | 1.46,178 | 1.46,085 | N/A      | 181  |
| 14                | 18  | Lance Stroll      | Aston Martin-Mercedes | 1.46,256 | 1.46,611 | N/A      | 9    |
| 15                | 47  | Mick Schumacher   | Haas-Ferrari          | 1.46,342 | 1.47,718 | N/A      | 191  |
| 16                | 5   | Sebastian Vettel  | Aston Martin-Mercedes | 1.46,344 | N/A      | N/A      | 10   |
| 17                | 6   | Nicholas Latifi   | Williams-Mercedes     | 1.46,401 | N/A      | N/A      | 11   |
| 18                | 20  | Kevin Magnussen   | Haas-Ferrari          | 1.46,557 | N/A      | N/A      | 12   |
| 19                | 22  | Yuki Tsunoda      | AlphaTauri-RBPT       | 1.46,692 | N/A      | N/A      | PL2  |
| 20                | 77  | Valtteri Bottas   | Alfa Romeo-Ferrari    | 1.47,866 | N/A      | N/A      | 131  |
| 107%-tid:1.51,901 |     |                   |                       |          |          |          |      |
| Kilde:            |     |                   |                       |          |          |          |      |

Noter:
↑1 - Max Verstappen, Charles Leclerc, Esteban Ocon, Lando Norris, Zhou Guanyu, Mick Schumacher og Valtteri Bottas modtog alle pladsstraffer for at have erstattet motoren i deres bil.
↑2 - Yuki Tsuonda måtte erstatte motoren i hans bil under parc fermé, og skulle derfor starte ræset fra pit lanen.

## Resultat
| Pos.                                                               | Nr. | Kører             | Konstruktør           | Omgange | Tid/Udgået  | Startpos. | Point |
| ------------------------------------------------------------------ | --- | ----------------- | --------------------- | ------- | ----------- | --------- | ----- |
| 1                                                                  | 1   | Max Verstappen    | Red Bull Racing-RBPT  | 44      | 1:25.52,894 | 14        | 261   |
| 2                                                                  | 11  | Sergio Pérez      | Red Bull Racing-RBPT  | 44      | +17,841     | 2         | 18    |
| 3                                                                  | 55  | Carlos Sainz, Jr. | Ferrari               | 44      | +26,886     | 1         | 15    |
| 4                                                                  | 63  | George Russell    | Mercedes              | 44      | +29,140     | 5         | 12    |
| 5                                                                  | 14  | Fernando Alonso   | Alpine-Renault        | 44      | +1.13,256   | 3         | 10    |
| 6                                                                  | 16  | Charles Leclerc   | Ferrari               | 44      | +1.14,9362  | 15        | 8     |
| 7                                                                  | 31  | Esteban Ocon      | Alpine-Renault        | 44      | +1.15,640   | 16        | 6     |
| 8                                                                  | 5   | Sebastian Vettel  | Aston Martin-Mercedes | 44      | +1.18,107   | 10        | 4     |
| 9                                                                  | 10  | Pierre Gasly      | AlphaTauri-RBPT       | 44      | +1.32,181   | PL3       | 2     |
| 10                                                                 | 23  | Alexander Albon   | Williams-Mercedes     | 44      | +1.41,900   | 6         | 1     |
| 11                                                                 | 18  | Lance Stroll      | Aston Martin-Mercedes | 44      | +1.43,078   | 9         |       |
| 12                                                                 | 4   | Lando Norris      | McLaren-Mercedes      | 44      | +1.44,739   | 17        |       |
| 13                                                                 | 22  | Yuki Tsunoda      | AlphaTauri-RBPT       | 44      | +1.45,217   | PL        |       |
| 14                                                                 | 24  | Zhou Guanyu       | Alfa Romeo-Ferrari    | 44      | +1.46,252   | 18        |       |
| 15                                                                 | 3   | Daniel Ricciardo  | McLaren-Mercedes      | 44      | +1.47,163   | 7         |       |
| 16                                                                 | 20  | Kevin Magnussen   | Haas-Ferrari          | 43      | +1 omgang   | 12        |       |
| 17                                                                 | 47  | Mick Schumacher   | Haas-Ferrari          | 43      | +1 omgang   | 19        |       |
| 18                                                                 | 6   | Nicholas Latifi   | Williams-Mercedes     | 43      | +1 omgang   | 11        |       |
| Ret                                                                | 77  | Valtteri Bottas   | Alfa Romeo-Ferrari    | 1       | Sammenstød  | 13        |       |
| Ret                                                                | 44  | Lewis Hamilton    | Mercedes              | 0       | Sammenstød  | 4         |       |
| Hurtigste omgang: Max Verstappen (Red Bull) - 1.49,354 (omgang 32) |     |                   |                       |         |             |           |       |
| Kilde:                                                             |     |                   |                       |         |             |           |       |

Noter:
↑1 - Inkluderer point for hurtigste omgang.
↑2 - Charles Leclerc blev givet en 5-sekunders straf for at køre for hurtigt i pit lanen. Som resultat af straffen gik Leclerc slutposition fra 5. pladsen til 6. pladsen.
↑3 - Pierre Gasly måtte starte ræset fra pit lanen på grund af et teknisk problem med hans bil.

## Stilling i mesterskaberne efter løbet
| Pos. | Kører            | Point |
| ---- | ---------------- | ----- |
| 1    | Max Verstappen   | 284   |
| 2    | Sergio Pérez     | 191   |
| 3    | Charles Leclerc  | 186   |
| 4    | Carlos Sainz Jr. | 171   |
| 5    | George Russell   | 170   |

| Pos. | Konstruktør      | Point |
| ---- | ---------------- | ----- |
| 1    | Red Bull-RBPT    | 475   |
| 2    | Ferrari          | 357   |
| 3    | Mercedes         | 316   |
| 4    | Alpine-Renault   | 115   |
| 5    | McLaren-Mercedes | 95    |